# Selección femenina de fútbol sub-20 de Panamá
La Selección femenina de fútbol  sub-20 de Panamá es el equipo nacional de fútbol que representa a Panamá en torneos y competencias internacionales femeniles juveniles de la categoría. Su organización está a cargo de la Federación Panameña de Fútbol, la cual está afiliada a la Concacaf.
Pudo haber obtenido su primer clasificación a una Copa Mundial Femenina de Fútbol Sub-20, luego de que la FIFA la designará junto a Costa Rica como sedes de la Copa Mundial Femenina de Fútbol Sub-20 de 2020, pero Panamá desistió de la organización del mismo, el cual fue postergado al 2022.

## Historia

### Campeonato Sub-19 CONCACAF
Hizo su debut en dicho torneo desde su inauguración en el año 2002, en ese entonces siendo categoría sub-19, que se desarrolló en Trinidad y Tobago y quedó en último lugar de su grupo.
También jugó su segunda edición del Campeonato Femenino Sub-19 de la Concacaf de 2004 realizado en Canadá en el mismo año y dentro del cual finalizó su participación como tercero del grupo A.

## Resultados
| Fecha     | Ciudad        | Local          | Resultado    | Visitante    | Competición                         |
| --------- | ------------- | -------------- | ------------ | ------------ | ----------------------------------- |
| 5-3-2023  | Ciudad Mateo  | Guatemala      | 0:1          | Panamá       | Torneo Uncaf Femenino Sub-19 2023   |
| 7-3-2023  | Ciudad Mateo  | Honduras       | 1:4          | Panamá       | Torneo Uncaf Femenino Sub-19 2023   |
| 9-3-2023  | Ciudad Mateo  | Panamá         | 1:0          | Belice       | Torneo Uncaf Femenino Sub-19 2023   |
| 11-3-2023 | Ciudad Mateo  | El Salvador    | 3:3 (4:3 p.) | Panamá       | Torneo Uncaf Femenino Sub-19 2023   |
| 14-4-2023 | Willemstad    | Panamá         | 5:1          | Curazao      | Campeonato Femenino Sub-20 2023 (Q) |
| 16-4-2023 | Willemstad    | Bahamas        | 0:13         | Panamá       | Campeonato Femenino Sub-20 2023 (Q) |
| 18-4-2023 | Willemstad    | Panamá         | 11:0         | Saint-Martin | Campeonato Femenino Sub-20 2023 (Q) |
| 17-5-2023 | Aviñón        | Francia        | 3:1          | Panamá       | Sud Ladies Cup 2023                 |
| 19-5-2023 | Aviñón        | Japón          | 4:0          | Panamá       | Sud Ladies Cup 2023                 |
| 21-5-2023 | Aviñón        | Camerún        | 3:1          | Panamá       | Sud Ladies Cup 2023                 |
| 26-5-2023 | Santo Domingo | Estados Unidos | 6:0          | Panamá       | Campeonato Femenino Sub-20 CONCACAF |
| 28-5-2023 | Santo Domingo | Panamá         | 0:5          | Canadá       | Campeonato Femenino Sub-20 CONCACAF |
| 30-5-2023 | Santo Domingo | Jamaica        | 4:1          | Panamá       | Campeonato Femenino Sub-20 CONCACAF |

## Última convocatoria
Lista de jugadoras para disputar la Sud Ladies Cup en  Francia.
| N.º               | Nombre               | Posición      | Edad    | Club                   |
| ----------------- | -------------------- | ------------- | ------- | ---------------------- |
| 12                | Jennifer Guerra      | Portera       | 21 años | Deportivo Chiriquí     |
| 1                 | Adisel Flores        | Portera       | 20 años | Unión Coclé FC         |
| 6                 | Deysire Salazar      | Defensa       | 21 años | FC Chorrillo           |
| 3                 | Josselyne Montenegro | Defensa       | 20 años | Deportivo Chiriquí     |
| 4                 | Sara Nieto           | Defensa       | 19 años | CIEX Sports Academy    |
| 5                 | Meredith Rosas       | Defensa       | 19 años | Panamá City FC         |
| 2                 | Nicole Cargil        | Defensa       | 20 años | Delawere State         |
|                   | Génesis Pinto        | Defensa       | 19 años | Mario Méndez FC        |
|                   | Sheyla Díaz          | Defensa       | 19 años | Santa Fe FC            |
| 10                | Aaliyah Gil          | Mediocampista | 20 años | CIEX Sports Academy    |
| 14                | Sherline King        | Mediocampista | 19 años | Santa Fe FC            |
| 17                | Amanda Goldstein     | Mediocampista | 19 años | Fram SC                |
| 15                | Marissa Gross        | Mediocampista | 19 años | Notherm Iowa           |
| 7                 | Delineth Rivera      | Mediocampista | 19 años | Panamá City FC         |
| 8                 | Diana Pon            | Mediocampista | 20 años | Penn Satate University |
| 11                | Dariana Espinosa     | Mediocampista | 18 años | Deportivo Saprissa     |
| 19                | Mireilis Rojas       | Mediocampista | 20 años | FC Chorrillo           |
| 13                | Kayra Pérez          | Mediocampista | 18 años | CIEX Sports Academy    |
| 18                | Analía Arosemena     | Delantera     | 17 años | CIEX Sports Academy    |
| 9                 | María Nielsen        | Delantera     | 17 años | Hammer Swan City       |
| 9                 | Ana Quintero         | Delantera     | 20 años | Panamá City FC         |
|                   | Alison Onodera       | Delantera     | 16 años | SD Atlético Nacional   |
| Bandera de México | Hugo Olmedo          | Entrenador    | 48 años |                        |

## Estadísticas

### Copa Mundial Sub-20
| Año   | Ronda                                 | PJ                                    | G                                     | E                                     | P                                     | GF                                    | GC                                    | Goleadora                             |                                       |
| ----- | ------------------------------------- | ------------------------------------- | ------------------------------------- | ------------------------------------- | ------------------------------------- | ------------------------------------- | ------------------------------------- | ------------------------------------- | ------------------------------------- |
| 2002  | No Clasificó                          | No Clasificó                          | No Clasificó                          | No Clasificó                          | No Clasificó                          | No Clasificó                          | No Clasificó                          | No Clasificó                          | No Clasificó                          |
| 2004  | No Clasificó                          | No Clasificó                          | No Clasificó                          | No Clasificó                          | No Clasificó                          | No Clasificó                          | No Clasificó                          | No Clasificó                          | No Clasificó                          |
| 2006  | No Clasificó                          | No Clasificó                          | No Clasificó                          | No Clasificó                          | No Clasificó                          | No Clasificó                          | No Clasificó                          | No Clasificó                          | No Clasificó                          |
| 2008  | No Clasificó                          | No Clasificó                          | No Clasificó                          | No Clasificó                          | No Clasificó                          | No Clasificó                          | No Clasificó                          | No Clasificó                          | No Clasificó                          |
| 2010  | No Participó                          | No Participó                          | No Participó                          | No Participó                          | No Participó                          | No Participó                          | No Participó                          | No Participó                          | No Participó                          |
| 2012  | No Clasificó                          | No Clasificó                          | No Clasificó                          | No Clasificó                          | No Clasificó                          | No Clasificó                          | No Clasificó                          | No Clasificó                          | No Clasificó                          |
| 2014  | No Clasificó                          | No Clasificó                          | No Clasificó                          | No Clasificó                          | No Clasificó                          | No Clasificó                          | No Clasificó                          | No Clasificó                          | No Clasificó                          |
| 2016  | No Clasificó                          | No Clasificó                          | No Clasificó                          | No Clasificó                          | No Clasificó                          | No Clasificó                          | No Clasificó                          | No Clasificó                          | No Clasificó                          |
| 2018  | No Clasificó                          | No Clasificó                          | No Clasificó                          | No Clasificó                          | No Clasificó                          | No Clasificó                          | No Clasificó                          | No Clasificó                          | No Clasificó                          |
| 2020  | Cancelado por la pandemia de COVID-19 | Cancelado por la pandemia de COVID-19 | Cancelado por la pandemia de COVID-19 | Cancelado por la pandemia de COVID-19 | Cancelado por la pandemia de COVID-19 | Cancelado por la pandemia de COVID-19 | Cancelado por la pandemia de COVID-19 | Cancelado por la pandemia de COVID-19 | Cancelado por la pandemia de COVID-19 |
| 2022  | No Clasificó                          | No Clasificó                          | No Clasificó                          | No Clasificó                          | No Clasificó                          | No Clasificó                          | No Clasificó                          | No Clasificó                          | No Clasificó                          |
| 2024  | No Clasificó                          | No Clasificó                          | No Clasificó                          | No Clasificó                          | No Clasificó                          | No Clasificó                          | No Clasificó                          | No Clasificó                          | No Clasificó                          |
| 2026  | Por definir                           | Por definir                           | Por definir                           | Por definir                           | Por definir                           | Por definir                           | Por definir                           | Por definir                           | Por definir                           |
| Total | 0/22                                  | 0                                     | 0                                     | 0                                     | 0                                     | 0                                     | 0                                     |                                       |                                       |

Nota:  Costa Rica y  Panamá fueron elegidas para organizar la edición 2020, sin embargo la misma fue cancelada. Las sedes fueron otorgadas a la edición 2022, pero  Panamá se retiró.

### Campeonato Sub-20 de la Concacaf
| Año   | Ronda                | PJ           | G            | E            | P            | GF           | GC           |
| ----- | -------------------- | ------------ | ------------ | ------------ | ------------ | ------------ | ------------ |
| 2002  | Último Lugar Grupo A | 3            | 0            | 2            | 1            | 4            | 7            |
| 2004  | Tercer lugar Grupo A | 3            | 1            | 0            | 2            | 3            | 12           |
| 2006  | Último Lugar Grupo A | 3            | 0            | 0            | 3            | 1            | 19           |
| 2008  | No Clasificó         | No Clasificó | No Clasificó | No Clasificó | No Clasificó | No Clasificó | No Clasificó |
| 2010  | No Participó         | No Participó | No Participó | No Participó | No Participó | No Participó | No Participó |
| 2012  | Cuarto lugar         | 5            | 2            | 0            | 3            | 5            | 19           |
| 2014  | No Clasificó         | No Clasificó | No Clasificó | No Clasificó | No Clasificó | No Clasificó | No Clasificó |
| 2015  | Último Lugar Grupo B | 3            | 0            | 0            | 3            | 3            | 11           |
| 2018  | No Clasificó         | No Clasificó | No Clasificó | No Clasificó | No Clasificó | No Clasificó | No Clasificó |
| 2020  | No Participó         | No Participó | No Participó | No Participó | No Participó | No Participó | No Participó |
| 2022  | Cuartos de final     | 5            | 2            | 1            | 2            | 9            | 5            |
| 2023  | Último lugar Grupo A | 3            | 0            | 0            | 3            | 1            | 15           |
| Total | 7/11                 | 25           | 5            | 3            | 18           | 26           | 88           |

### Torneo Uncaf Sub-19
| Año   | Ronda       | PJ | G | E | P | GF | GC |
| ----- | ----------- | -- | - | - | - | -- | -- |
| 2023  | Subcampeona | 4  | 3 | 1 | 0 | 9  | 4  |
| Total | 1/1         | 4  | 3 | 1 | 0 | 9  | 4  |

### Juegos Bolivarianos
| Año   | Ronda        | Pos.         | PJ           | G            | E            | P            | GF           | GC           |
| ----- | ------------ | ------------ | ------------ | ------------ | ------------ | ------------ | ------------ | ------------ |
| 2013  | No Participó | No Participó | No Participó | No Participó | No Participó | No Participó | No Participó | No Participó |
| 2017  | No Participó | No Participó | No Participó | No Participó | No Participó | No Participó | No Participó | No Participó |
| 2022  | Cuarto lugar | 4°           | 3            | 0            | 0            | 3            | 1            | 9            |
| 2024  | Por definir  | Por definir  | Por definir  | Por definir  | Por definir  | Por definir  | Por definir  | Por definir  |
| Total | 1/3          | -            | 3            | 0            | 0            | 1            | 1            | 9            |

## Entrenadores

### Desde 2017
| Nombre            | Periodo       | País                 |
| ----------------- | ------------- | -------------------- |
| Víctor Suárez     | 2017-2018     | Bandera de Argentina |
| Raiza Gutiérrez   | 2019-2023     | Bandera de Panamá    |
| Hugo Olmedo       | 2024          | Bandera de México    |
| Natalia Gutiérrez | 2025-presente | Bandera de España    |

### Cuerpo técnico actual
| Cuerpo Técnico Actual | Cuerpo Técnico Actual | Cuerpo Técnico Actual   | Cuerpo Técnico Actual    |
| --------------------- | --------------------- | ----------------------- | ------------------------ |
| Entrenadora:          | Natalia Gutiérrez     | Asistente técnico:      | Liz Gastelo              |
| Preparadora física:   | Ottavia Martinz       | Preparador de arqueras: | Ricardo Mammarella       |
| Médico:               |                       | Gerente:                | Adán De Gracia-Esmenjaud |
| Fisioterapeuta:       | Johana Ortega         | Utilera:                | Julia Rivera             |